# Bruno Mbanangoye
Bruno Mbanangoyé Zita (Port-Gentil, 15 juli 1980) is een Gabonees voetballer die bij voorkeur als centrale middenvelder speelt. Hij debuteerde in 1999 in het Gabonees voetbalelftal.